# Duits-Nieuw-Guinea

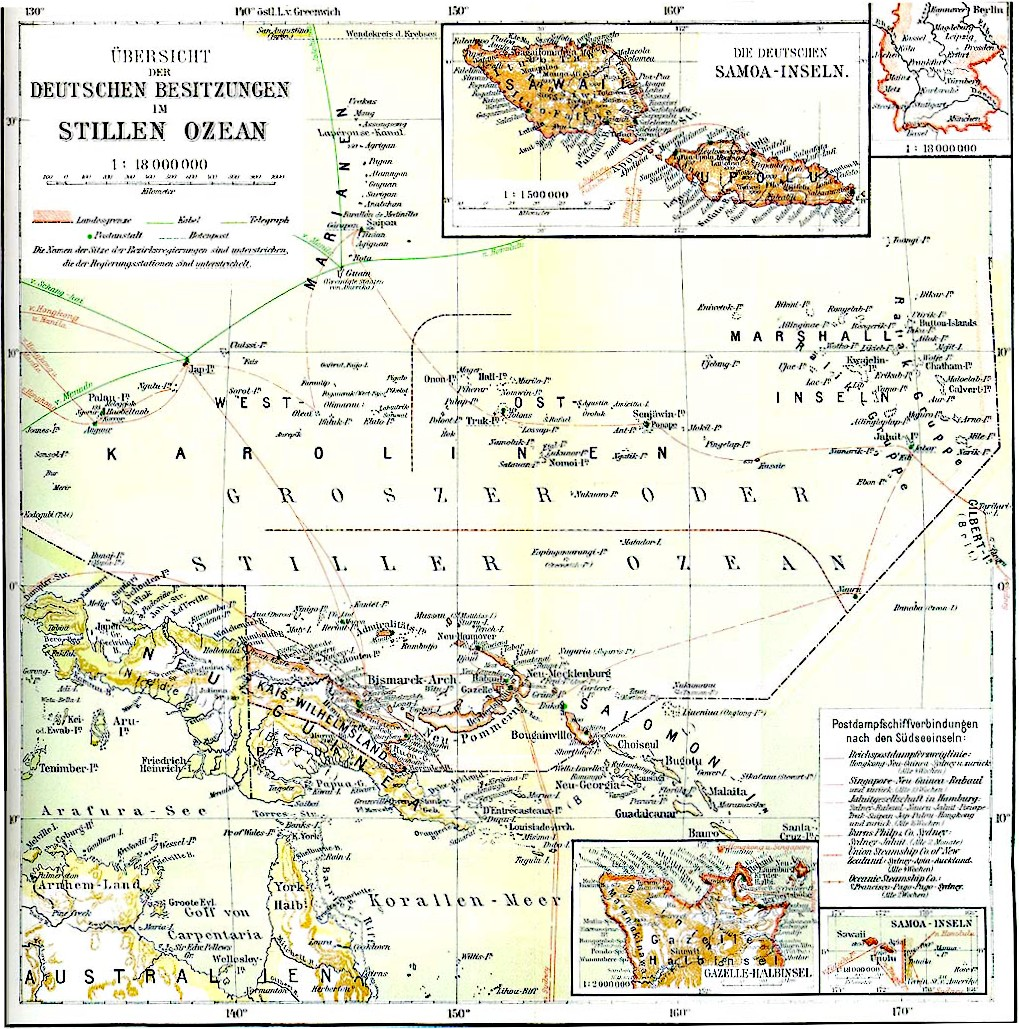
Kaart Duits-Nieuw-Guinea in 1920

Duits-Nieuw-Guinea (Duits: Deutsch-Neuguinea) was een kolonie van het Duitse Rijk. De volgende eilanden en eilandgroepen hebben tot dit koloniale rijk behoord:
- Bismarck-archipel
- Keizer Wilhelmsland
- Duitse Marshalleilanden
- Noordelijke Salomonseilanden:
  - Buka
  - Bougainville
- Carolinen
- Palau
- Duitse Marianen
- Nauru

- Hoewel Duits-Samoa eveneens een Duitse kolonie in Oceanië was, behoorde dit niet tot Duits-Nieuw-Guinea.

## Geschiedenis
In de tweede helft van de 19de eeuw hadden twee Hamburgse ondernemers handelsbelangen in het westelijke deel van de Grote Oceaan. Zo was er het handelsfirma J.C. Godeffroy & Sohn van Johan Cesar Godeffroy die handelde in onder andere koper, koffie en wijn en beschikte over zeegaande zeilschepen. Dit handelshuis had al sinds 1857 een steunpunt op Samoa. Sinds 1877 was daar ook de firma Hernshein & Co die vooral zich bezig hield met de export van kopra naar Europa en ook diverse steunpunten had op onder andere Palau, de Carolinen en verder aan de noordkust van Nieuw-Guinea en in wat later de Bismarck-archipel zou heten. In 1882 richtte enkele bankiers en ondernemers in Berlijn de Duitse Nieuw-Guinea Compagnie (Neuguinea-Kompagnie) op, met onder meer het doel koloniaal bezit in dit deel van de Wereld te verwerven, onderzoek te verrichten, plantages aan te leggen en te exploiteren.
In 1883 wilde de Australische deelstaat Queensland het hele oostelijke deel van het eiland Nieuw-Guinea annexeren. De Britse Foreign Secretary was het echter niet eens met deze annexatie. De Britse regering wilde dit deel van Nieuw-Guinea niet toevoegen aan het Britse Rijk en tijdens een conferentie in Londen in februari 1885 werden de Duitse belangen in het noordoostelijk gedeelte van het hoofdeiland Nieuw-Guinea en verschillende eilandgroepen noordelijk en oostelijk van Nieuw-Guinea erkend. Het gedeelte op het hoofdeiland van Nieuw-Guinea werd Kaiser-Wilhelmsland genoemd en was al in 1884 een Duits protectoraat. Vervolgens werden steeds andere eilandgroepen aan dit koloniaal bezit toegevoegd. Neu Pommeren (het huidige eiland Nieuw-Brittannië) en de eilanden daaromheen (de Bismarck-archipel) samen met het noordelijk deel van de Salomonseilanden werden in 1885 een protectoraat. In datzelfde jaar kocht Duitsland van Spanje de Marshalleilanden en in 1888 werd het eiland  Nauru geannexeerd en toegevoegd aan de Marshalleilanden. In 1899  kocht Duitsland van Spanje de Carolinen,  Palau en de Duitse Marianen.
In 1899 bleek de winstgevendheid van dit koloniaal bezit beperkt en eventuele verliezen waren te riskant voor particuliere ondernemingen. Daarom werd het gezag over het gebied geheel overgedragen aan het Duitse Keizerrijk. Tijdens de Eerste Wereldoorlog in augustus 1914 bezette de Japanse Keizerlijke Marine het gedeelte op het noordelijk halfrond (de Carolinen, Duitse Marianen en de Marshalleilanden) en nog datzelfde jaar bezette Australië de rest van Duits-Nieuw-Guinea. Na het Verdrag van Versailles kregen Japan en Australië als volkenbondmandatarissen het bestuur over de door hen in 1914 bezette gebieden.
Toponymische overblijfselen van de Duitse aanwezigheid zijn de Bismarckzee, de Bismarck-archipel, het Bismarckgebergte (met als hoogste top Mount Wilhelm) en  Finschhafen genoemd naar Otto Finsch.
1885-1919: Bismarckarchipel · Keizer Wilhelmsland · Marshalleilanden · 
1885-1899: Bougainville · Buka · 
1899-1919: Carolinen · Marianen · Nauru · Palau
Geschiedenis van: Australië · Fiji · Kiribati · Marshalleilanden · Micronesia · Nauru · Nieuw-Zeeland · Palau · Papoea-Nieuw-Guinea · Salomonseilanden · Samoa · Tonga · Tuvalu · Vanuatu · Noordelijke Marianen · Guam · Amerikaans-Samoa · Cookeilanden · Frans Polynesië · Nieuw-Caledonië · Pitcairneilanden · Wallis en Futuna